# Philippe de Noailles, duc de Mouchy

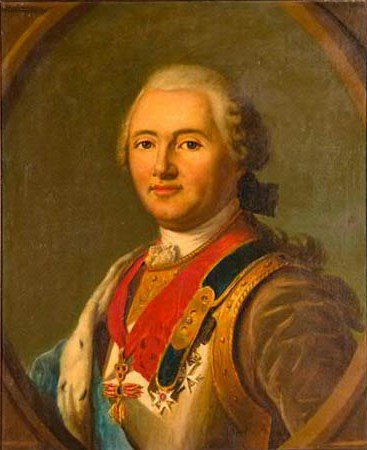
Philippe de Noailles, „duc de Mouchy“

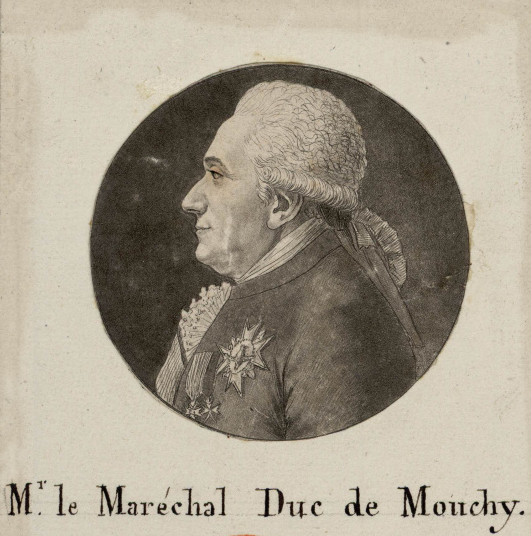
Philippe de Noailles

Philippe, vicomte de Noailles, Herzog von Mouchy (* 27. Dezember 1715 in Paris; † 27. Juni 1794 (hingerichtet) ebenda) war Marschall von Frankreich und der Begründer der jüngeren Linie Noailles-Mouchy.
Er war der Sohn des Marschalls Adrien Maurice de Noailles, Herzog von Noailles und der jüngere Bruder des Marschalls Louis de Noailles, Herzog von Noailles. 1741 wurde er Grande erster Klasse von Spanien, 1747 wurde er vom spanischen König zum Duque de Mouchy erhoben. 1765 wurde er auch französischer Fürst von Poix, nach der Herrschaft Poix-de-Picardie, die er 1729 von einer Tante geerbt hatte. In dem von ihm begründeten Familienzweig wird seither der Titel Prince de Poix traditionell vom ältesten Sohn des Herzogs von Mouchy geführt, der auch den Grandentitel führt.
Er erhielt, nachdem er in der Schlacht bei Fontenoy und in mehreren Feldzügen in Deutschland, unter anderem in der Schlacht bei Minden, mitgekämpft hatte, am 30. März 1775, am selben Tag wie sein Bruder, den Marschallstab.
Philippe stand bei Hof lange in großer Gunst. Seine Frau, Anne-Claude-Louise d’Arpajon, war erste Ehrendame der Königin Marie-Antoinette, die ihr den Beinamen Madame Etiquette gab.
Seine zwei Söhne waren Philippe-Louis-Marc-Antoine de Noailles, prince de Poix und Louis-Marie, vicomte de Noailles. Beide wurden Mitglieder der verfassunggebenden Versammlung.
Philippe de Noailles starb zugleich mit seiner Gemahlin, der Erbin des Hauses Arpajon, am 27. Juni 1794 unter der Guillotine, einen Monat vor dem Sturz Robespierres und dem Ende der Schreckensherrschaft.
Siehe auch: Noailles (Adelsgeschlecht)
| Personendaten    | Personendaten                       |
| ---------------- | ----------------------------------- |
| NAME             | Noailles de Mouchy, Philippe de     |
| ALTERNATIVNAMEN  | Mouchy, Philippe de Noailles duc de |
| KURZBESCHREIBUNG | Marschall von Frankreich            |
| GEBURTSDATUM     | 27. Dezember 1715                   |
| GEBURTSORT       | Paris                               |
| STERBEDATUM      | 27. Juni 1794                       |
| STERBEORT        | Paris                               |